# Низ (Ошевенское сельское поселение)
Низ — деревня в Каргопольском районе Архангельской области России.

## Население
| 2002 | 2010 | 2012 |
| ---- | ---- | ---- |
| 151  | ↘122 | ↘118 |

## Достопримечательности
На высоком берегу у живописного ручья с XIX века стоит Георгиевская часовня.

## Галерея
- Георгиевская часовня
- Шатры
- Баньки